# Rubami la notte
Rubami la notte è un singolo del gruppo musicale italiano Pinguini Tattici Nucleari, pubblicato il 19 maggio 2023 come secondo estratto dalla riedizione digitale del quinto album in studio Fake News.

## Descrizione
In merito alla nascita del brano la band ha dichiarato:

## Accoglienza
Gabriele Fazio dell'Agenzia Giornalistica Italia apprezza la capacità di «maneggiare con tale dimestichezza la composizione» della band, scrivendo che «la narrazione è affidata più al sound che al testo» ovvero «come se le parole fossero intrattenimento banale o un modo come un altro per legarsi in attesa che succeda ciò che la musica promette».
Fabio Fiume di All Music Italia assegna al brano un punteggio di 6 su 10, definendolo «carino nell’insieme», soprattutto grazie «all'intelligenza compositiva personale» della band. Tuttavia Fiume scrive che il brano risulta dimenticabile in quanto non è presente il «gancio potente di cui loro spesso han fornito i loro brani». Non risulta entusiasta anche il sito Newsic, il quale da un punteggio di 6 su 10 al brano, ritenendo che la band prosegua nel copiare il gruppo musicale britannico Coldplay, scrivendo «Il loro classico pop-epico e veloce. Niente di nuovo».

## Video musicale
Il videoclip del brano, diretto da Francesco Lorusso, è stato pubblicato il 26 maggio 2023 attraverso il canale YouTube del gruppo musicale. A proposito del video la band ha raccontato:

## Tracce
Testi di Lorenzo Vizzini e Riccardo Zanotti, musiche di Riccardo Zanotti e Marco Paganelli.
1. Rubami la notte – 3:10

## Classifiche

### Classifiche settimanali
| Classifica (2023) | Posizione massima |
| ----------------- | ----------------- |
| Italia            | 5                 |

### Classifiche di fine anno
| Classifica (2023) | Posizione |
| ----------------- | --------- |
| Italia            | 15        |
| Classifica (2024) | Posizione |
| Italia            | 84        |